# Championnats du monde de cyclo-cross 2019
Navigation
Édition précédente Édition suivante
Les championnats du monde de cyclo-cross 2019, soixante-dixième édition des championnats du monde de cyclo-cross, se sont déroulés les 2 et 3 février 2019 à Bogense au Danemark.

## Organisation
Les championnats du monde sont organisés sous l'égide de l'Union cycliste internationale. C'est sur un circuit inédit qu'a lieu cette 70e édition (identique à celui de la 4e manche de la Coupe du monde de cyclo-cross 2017-2018), et la deuxième fois que l'épreuve est organisée au Danemark, la dernière édition remontant à 1998.
Les horaires de course sont donnés en heure locale.
| Samedi 2 février - 11 h 00 : Juniors - 13 h 00 : Hommes Moins de 23 ans - 15 h 00 : Femmes élites | Dimanche 3 février - 11 h 00 : Femmes Moins de 23 ans - 15 h 00 : Hommes élites |

## Résultats

### Hommes
| Épreuves        | Or                   | Argent         | Bronze          |
| --------------- | -------------------- | -------------- | --------------- |
| Élites          | Mathieu van der Poel | Wout van Aert  | Toon Aerts      |
| Moins de 23 ans | Tom Pidcock          | Eli Iserbyt    | Antoine Benoist |
| Juniors         | Ben Tulett           | Witse Meeussen | Ryan Cortjens   |

### Femmes
| Épreuves        | Or                   | Argent          | Bronze                     |
| --------------- | -------------------- | --------------- | -------------------------- |
| Élites          | Sanne Cant           | Lucinda Brand   | Marianne Vos               |
| Moins de 23 ans | Inge van der Heijden | Fleur Nagengast | Ceylin del Carmen Alvarado |

## Classements

### Course masculine
| Pos                                | Cycliste               | Pays      | Temps          |
| ---------------------------------- | ---------------------- | --------- | -------------- |
|                                    | Mathieu van der Poel   | Pays-Bas  | 1 h 9 min 20 s |
| Médaille d'argent, Coupe du Monde  | Wout van Aert          | Belgique  | +16 s          |
| Médaille de bronze, Coupe du Monde | Toon Aerts             | Belgique  | +25 s          |
| 4.                                 | Michael Vanthourenhout | Belgique  | +50 s          |
| 5.                                 | Laurens Sweeck         | Belgique  | +1 min 1 s     |
| 6.                                 | Lars van der Haar      | Pays-Bas  | +1 min 10 s    |
| 7.                                 | Quinten Hermans        | Belgique  | +1 min 24 s    |
| 8.                                 | Marcel Meisen          | Allemagne | +1 min 29 s    |
| 9.                                 | Jens Adams             | Belgique  | +1 min 31 s    |
| 10.                                | Gianni Vermeersch      | Belgique  | +1 min 33 s    |

### Course masculine des moins de 23 ans
| Pos                                | Cycliste         | Pays        | Temps       |
| ---------------------------------- | ---------------- | ----------- | ----------- |
|                                    | Thomas Pidcock   | Royaume-Uni | 47 min 42 s |
| Médaille d'argent, Coupe du Monde  | Eli Iserbyt      | Belgique    | +15 s       |
| Médaille de bronze, Coupe du Monde | Antoine Benoist  | France      | +23 s       |
| 4.                                 | Tomáš Kopecký    | Tchéquie    | +31 s       |
| 5.                                 | Jakob Dorigoni   | Italie      | +35 s       |
| 6.                                 | Ben Turner       | Royaume-Uni | +38 s       |
| 7.                                 | Ryan Kamp        | Pays-Bas    | +46 s       |
| 8.                                 | Loris Rouiller   | Suisse      | +56 s       |
| 9.                                 | Thomas Mein      | Royaume-Uni | +1 min 7 s  |
| 10.                                | Niels Vandeputte | Belgique    | +1 min 22 s |

### Course masculine des juniors
| Pos                                | Cycliste        | Pays        | Temps       |
| ---------------------------------- | --------------- | ----------- | ----------- |
|                                    | Ben Tulett      | Royaume-Uni | 42 min 29 s |
| Médaille d'argent, Coupe du Monde  | Witse Meeussen  | Belgique    | +20 s       |
| Médaille de bronze, Coupe du Monde | Ryan Cortjens   | Belgique    | +27 s       |
| 4.                                 | Thibau Nys      | Belgique    | +42 s       |
| 5.                                 | Pim Ronhaar     | Pays-Bas    | +46 s       |
| 6.                                 | Tom Lindner     | Allemagne   | +47 s       |
| 7.                                 | Carlos Canal    | Espagne     | +48 s       |
| 8.                                 | Lennert Belmans | Belgique    | +52 s       |
| 9.                                 | Jakub Ťoupalík  | Tchéquie    | +56 s       |
| 10.                                | Théo Thomas     | France      | +1 min 2 s  |

### Course féminine
| Pos                                | Cycliste        | Pays        | Temps       |
| ---------------------------------- | --------------- | ----------- | ----------- |
|                                    | Sanne Cant      | Belgique    | 47 min 53 s |
| Médaille d'argent, Coupe du Monde  | Lucinda Brand   | Pays-Bas    | +9 s        |
| Médaille de bronze, Coupe du Monde | Marianne Vos    | Pays-Bas    | +15 s       |
| 4.                                 | Denise Betsema  | Pays-Bas    | +25 s       |
| 5.                                 | Annemarie Worst | Pays-Bas    | +34 s       |
| 6.                                 | Jolanda Neff    | Suisse      | +1 min 16 s |
| 7.                                 | Kaitlin Keough  | États-Unis  | +1 min 21 s |
| 8.                                 | Nikki Brammeier | Royaume-Uni | +1 min 37 s |
| 9.                                 | Sophie de Boer  | Pays-Bas    | +1 min 59 s |
| 10.                                | Ellen Van Loy   | Belgique    | +2 min 5 s  |

### Course féminine des moins de 23 ans
| Pos                                | Cycliste                   | Pays        | Temps      |
| ---------------------------------- | -------------------------- | ----------- | ---------- |
|                                    | Inge van der Heijden       | Pays-Bas    | 42 min 9 s |
| Médaille d'argent, Coupe du Monde  | Fleur Nagengast            | Pays-Bas    | +3 s       |
| Médaille de bronze, Coupe du Monde | Ceylin del Carmen Alvarado | Pays-Bas    | +8 s       |
| 4.                                 | Silvia Persico             | Italie      | +9 s       |
| 5.                                 | Anna Kay                   | Royaume-Uni | +9 s       |
| 6.                                 | Puck Pieterse              | Pays-Bas    | +9 s       |
| 7.                                 | Katie Clouse               | États-Unis  | +17 s      |
| 8.                                 | Nicole Koller              | Suisse      | +17 s      |
| 9.                                 | Marion Norbert-Riberolle   | France      | +21 s      |
| 10.                                | Clara Honsinger            | États-Unis  | +22 s      |

## Tableau des médailles
| Rang  | Nation      | Or | Argent | Bronze | Total |
| ----- | ----------- | -- | ------ | ------ | ----- |
| 1     | Pays-Bas    | 2  | 2      | 2      | 6     |
| 2     | Royaume-Uni | 2  | 0      | 0      | 2     |
| 3     | Belgique    | 1  | 3      | 2      | 6     |
| 4     | France      | 0  | 0      | 1      | 1     |
| Total | Total       | 5  | 5      | 5      | 15    |